# Stormogul
Stormogul (officiell benämning dock badshah), eller Stora Mogul, var den titel som härskaren över större delen av Indien var känd under från 1526 till 1858. 

## Lista över indiska stormoguler

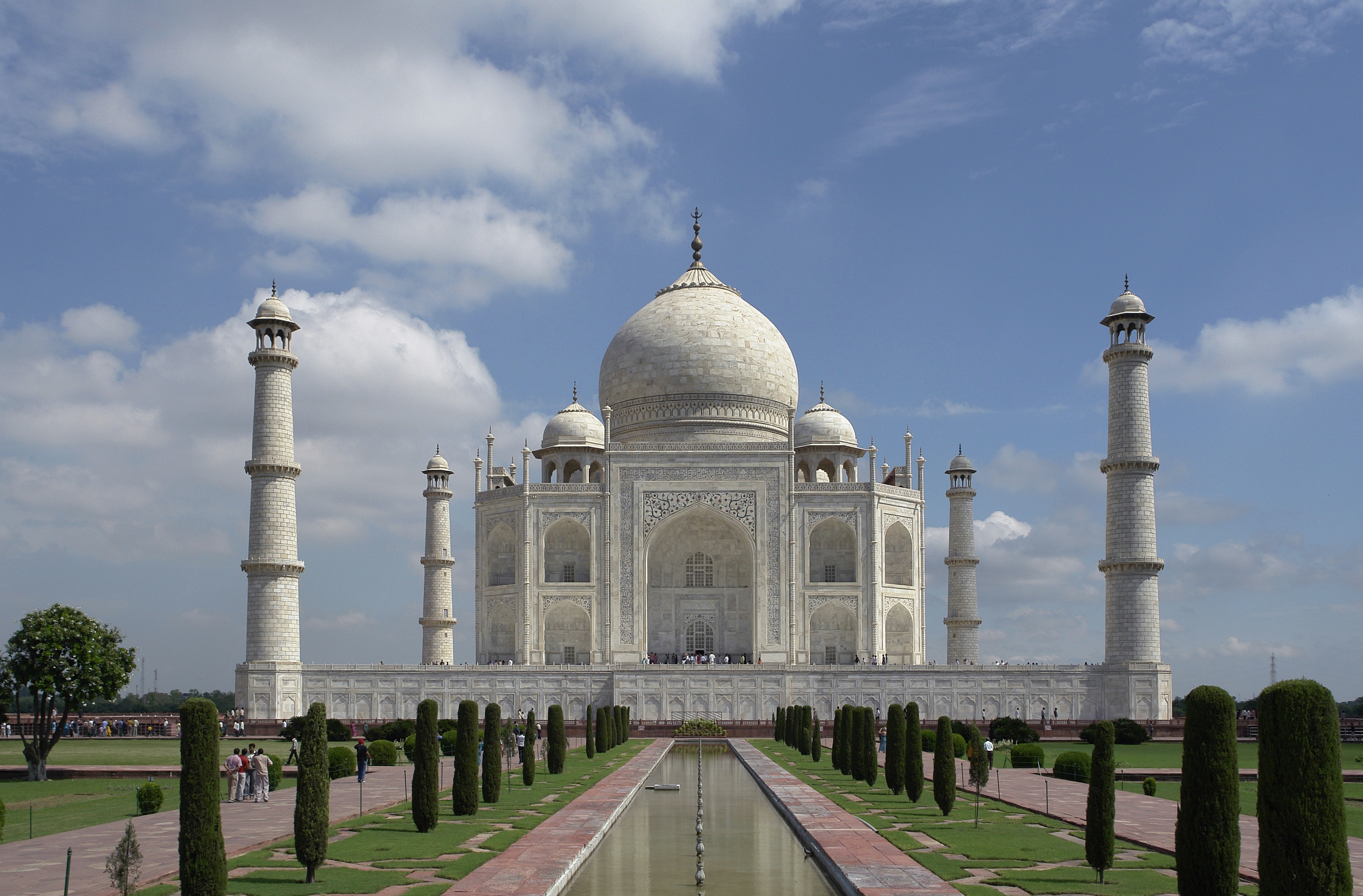
Taj Mahal, det mest kända byggnadsminnesmärket från stormogulerna. Byggherre var Shah Jahan och mausoleet stod färdigt cirka 1643.

Detta är en lista över indiska stormoguler. Stormogulerna var härskare över Mogulriket, som upprättades 1526 och annekterades av Storbritannien som Brittiska Indien 1858.
| Babur (1483–1530)                              | 27.04.1526–26.12.1530 |
| Humajun (1:a gången)                           | 28.12.1530–17.05.1540 |
| Sher Shah (1486-1545)                          | 1540–1545             |
| Islam Shah                                     | 1545–1555             |
| Adil Shah                                      | 1554–1555             |
| Humajun (2:a gången)                           | 23.07.1555–27.01.1556 |
| Akbar den store (1542–1605)                    | 14.02.1556–26.10.1605 |
| Djahangir (1569–1627)                          | 03.11.1605–28.10.1627 |
| Dawar Baksh (1627)                             | 11.1627–31.12.1627    |
| Shah Jahan (1592–1666)                         | 24.02.1628–26.06.1658 |
| Aurangzeb (eller: Alamgir I) (1618–1707)       | 26.06.1658–02.03.1707 |
| Alam I (eller: Bahadur I) (1643–1712)          | 27.04.1707–28.02.1712 |
| Djahandar Shah (1661–1713)                     | 29.12.1712–06.01.1713 |
| Farruch Sijar (1687–01.03.1719)                | 11.06.1713–13.02.1719 |
| Rafi ad Daradjat (1704–1719)                   | 01.03.1719–08.06.1719 |
| Djahan II (1702–1719)                          | 08.06.1719–07.09.1719 |
| Mohammed Ibrahim                               | 7.09.1719–29.09.1719  |
| Mohammed Nasir (1701–1748)                     | 29.09.1719–23.04.1748 |
| Ahmed Bahadur (1725–1775)                      | 1748–1754             |
| Alamgir II (1688–1759)                         | 1754–1759             |
| Djahan III                                     | 1759                  |
| Mozaffar Mohammad Shah "Ham-e Din" (1728–1806) | 1759–10.11.1806       |
| Nasr Mohammad Akbar Saheb Qiran-e Sani         | 10.11.1806–29.09.1837 |
| Mozaffar Mohammad Bahadur Shah                 | 29.09.1837–23.03.1858 |
|                                                |                       |